# Acétanisole
L'acétanisole est le nom générique des trois isomères de position du méthoxy benzène carboxaldéhyde.
Le para-acétanisole est un additif alimentaire. Il est isolé à partir de castoréum, sécrétion produite par les glandes sexuelles de castor.
Ce composé a une odeur anisée d'aubépine, d'anis voire d'acacia. Il possède une odeur de puissance moyenne. Il est utilisé en parfumerie, dans l'industrie alimentaire (dont sucreries) ainsi que dans l'industrie du tabac.